# Hydrellia tibiospica
Hydrellia tibiospica är en tvåvingeart som beskrevs av Deonier 1995. Hydrellia tibiospica ingår i släktet Hydrellia och familjen vattenflugor. Inga underarter finns listade i Catalogue of Life.